# 報道ランナー
『報道ランナー』（ほうどうランナー）は、関西テレビ（カンテレ）で2017年3月27日から2023年3月31日まで平日の16:45 - 19:00（JST）に放送されていたニュース・情報ワイド番組。2018年3月30日までの番組タイトルは『みんなのニュース 報道ランナー』（みんなのニュース ほうどうランナー）であった。
このページでは、週末版の関西ローカル枠（番組全体は『Live  News イット!』を参照）と月・水 - 土曜に放送のスポットニュース版の『報道ランナープラス』についても触れる。

## 概要
関西テレビでは、夕方のワイドニュース番組の視聴率競争において2015年3月から藤本景子をメインに据えた『ゆうがたLIVE ワンダー』及び改題後の『みんなのニュース ワンダー』を鳴り物入りで開始したが、番組開始当初から視聴率が低迷した。局側は数度にわたりリニューアルを行ったものの視聴率は上向かず、2017年3月24日で同番組を終了し藤本を降板させ、本番組を3月27日に開始することを発表、メインキャスターとして前身番組のフィールドキャスター、及び前々身番組のスポーツキャスターであった新実彰平を起用した。なお、20代の関西テレビの夕方のニュースワイド番組のメインキャスター就任は、『FNNスーパーニュースアンカー』の初代メインキャスターを担当していた、元関西テレビアナウンサーである山本浩之が1990年10月1日に当時29歳で『アタック600』のメインキャスターに就任して以来、26年ぶりの出来事で、裏番組の関西圏民放準キー局のニュースキャスターの中でも『かんさい情報ネットten.』（読売テレビ）のメインキャスターでもある中谷しのぶを抜いて最年少のメインキャスターとなった。
3月23日に行われた関西テレビ 2017年度春の改編発表記者会見にて、サブキャスターに前々身番組にてスポーツキャスターを担当していた中島めぐみと、大学の後輩に当たる元石川テレビの薄田ジュリアが担当することが発表された。
2018年3月30日、キー局のフジテレビで『みんなのニュース』（平日版）が終了したことに伴い、同年4月2日から番組名の冒頭の『みんなのニュース』を外した『報道ランナー』に改題（フジテレビでは同日から『プライムニュース イブニング』を開始）。その一方で、フジテレビが2018年4月1日（日曜日）から夜のスポットニュース枠を全廃するのに対して、関西テレビでは同月2日から『報道ランナープラス』というタイトルで平日と土曜日のみ放送を継続。
なお、雛祭りの2019年3月3日に行われる淀川寛平マラソン（吉本興業所属お笑いタレントの間寛平が発起人を務める。）第7回大会に、報道ランナーの一同（竹上萌奈と坂元龍斗、大橋雄介、高橋真理恵、豊田康雄、片平敦）が駅伝コースに参加した。
2019年4月1日より放送開始時刻が2分繰り上がり（途中の17時53分 - 18時14分頃→17時48分 - 18時09分頃に内包する全国のニュースが『Live News イット!』に変更の上で）継続すること、木・金曜日のサブキャスターを務めていた中島の降板、薄田が新たに木曜のサブキャスターにも就任すること、竹上が火曜・水曜のスポーツキャスターと金曜のサブキャスターを兼任することが、同年3月20日に行われた関西テレビ2019年度春の改編発表記者会見において、それぞれ発表された。
放送開始当初より、オープニングテーマは松永貴志が作曲のオリジナルテーマを使用している。なお、松永は2020年3月末から2022年9月末まで当番組の内包番組でもある『イット!』のオープニングテーマも手掛けていた。ちなみに松永はかつて、ABCテレビで当番組同様平日の夕方に放送されていた報道番組『NEWSゆう+』のテーマ曲も担当していた。
2021年3月29日、番組ロゴ・スタジオセット・テロップ・オープニングテーマなど大幅リニューアルを実施した。番組ロゴは「報道ランナー」から「報道RUNNER」に変更。緑と白の2色を基調にしていたスタジオセットも、"マジックアワーに迫る街”をテーマに、放送の時間帯に応じて背景の色を変えられるセットに変更された（夕方に放送される『報道RUNNER』では背景色をピンクと白に設定）。また関西テレビのニューススタジオとしては、初めてプロンプターが導入された。オープニングテーマには、松永の演奏曲を引き続き使用している。その一方で2019年4月から同局の谷元星奈が担当してきた金曜日の生中継リポーターを、2021年4月1日（木曜日）に入社したばかりの後輩・橋本和花子に交代した。橋本は、入社の翌日（2日）から生中継に出演。2022年4月からは、全曜日でフィールドキャスターを担当しているほか、「ランスポ」（関西ローカルパートの第2部で月曜日にのみ編成されているスポーツコーナー）のキャスターを兼務している。
2023年3月24日に行われた関西テレビ2023年度春の改編発表記者会見にて、4月3日より吉原功兼をメインキャスターとする新番組『newsランナー』を開始すると発表。これにより当番組は同年3月31日をもって終了した。

## 出演者
特記以外は全員出演時点で関西テレビアナウンサー。
○印は前番組『みんなのニュース ワンダー』から続投。
2022年4月4日以降の配置を基に記載。
| 月曜日 | 火曜日                                                                                  | 水曜日                                   | 木曜日 | 金曜日                                                                                     |
| メインキャスター | メインキャスター                                                                        | メインキャスター                         | メインキャスター                                                                                                   | メインキャスター                                                                           |
| --- | --------------------------------------------------------------------------------------- | ---------------------------------------- | --- | ------------------------------------------------------------------------------------------ |
| 新実彰平○ | 新実彰平○                                                                               | 新実彰平○                                | 新実彰平○ | 坂元龍斗○                                                                                  |
| サブキャスター（アシスタント） |                                                                                         |                                          | |                                                                                            |
| 薄田ジュリア（フリーアナウンサー） | 薄田ジュリア（フリーアナウンサー）                                                      | 薄田ジュリア（フリーアナウンサー）       | 竹上萌奈 | 竹上萌奈                                                                                   |
| スポーツキャスター兼フィールドキャスター |                                                                                         |                                          | |                                                                                            |
| 橋本和花子 |                                                                                         |                                          | |                                                                                            |
| お天気キャスター |                                                                                         |                                          | |                                                                                            |
| 片平敦（気象予報士）○ |                                                                                         |                                          | |                                                                                            |
| 浅田麻実（気象予報士） |                                                                                         |                                          | |                                                                                            |
| 企画コーナー担当 |                                                                                         |                                          | |                                                                                            |
| （不在） | （不在）                                                                                | （不在）                                 | 吉原功兼 | 兵動大樹（矢野・兵動）○□                                                                   |
| VTRロケコーナー『ランナーマガジン』リポーター |                                                                                         |                                          | |                                                                                            |
| 松山メアリ○、近藤夏子、中村葵 |                                                                                         |                                          | |                                                                                            |
| 中継リポーター |                                                                                         |                                          | |                                                                                            |
| （不在） | （不在）                                                                                | （不在）                                 | 薄田ジュリア | 橋本和花子                                                                                 |
| ナレーション |                                                                                         |                                          | |                                                                                            |
| 石田一洋 | 豊田康雄                                                                                | 豊田康雄                                 | 豊田康雄 | 豊田康雄                                                                                   |
| 杉本なつみ○、高橋真理恵、大橋雄介○、吉原功兼○、岩本明子○、小椋美輝○、梅田淳（うめちゃん）                                                          |                                                                                         |                                          | |                                                                                            |
| コメンテーター |                                                                                         |                                          | |                                                                                            |
| 須田慎一郎（ジャーナリスト） 武田美保（教育・スポーツコメンテーター、元女子アーティスティックスイミング日本代表選手） 池畑慎之介（俳優、タレント） | 安田洋祐（大阪大学大学院経済学研究科准教授）○ 以下『不定期コメンテーター』項目記載の1名 | 菊地幸夫（弁護士）○ はるな愛（タレント） | 宮崎哲弥（評論家）○ 以下『不定期コメンテーター』項目記載の1名 以下『産経新聞社 編集委員若しくは論説委員』記載の1名 | 藤井聡（京都大学大学院工学研究科教授）○ 鈴木哲夫（政治ジャーナリスト、元BS11報道局長）○、□ |

不定期コメンテーター
- 河村直哉（産経新聞大阪本社文化部編集委員）
- 五嶋清（産経新聞元編集長（元政治部長）。産経新聞東京本社編集局編集委員 室長）
- 亀石倫子（弁護士）[注 23]
- 山岸久朗（弁護士）○[注 24]
- 船曳美也子（産婦人科医、オーク梅田レディースクリニック医師）
- 荒木秀之（りそな総合研究所 主席研究員)[注 25]
- 萩谷麻衣子（弁護士）○[注 26]
- 萱野稔人（津田塾大学教授）○[注 27]
- 山口真由（弁護士、元財務省官僚）[注 28]
- 宮澤エマ（タレント）
- 石平[注 29]（評論家）
- 犬山紙子（タレント・コラムニスト・エッセイスト）○[注 30]
- 李相哲（龍谷大学教授）[注 31]
- 山里亮太（南海キャンディーズ）
- 秋野暢子（女優）[注 32]
- 友利新（医師、内科・皮膚科）○[注 33]
- 村尾信尚(関西学院大学教授)
- 石原良純(気象予報士)
- トラウデン直美（タレント）
- 大空幸星（実業家・NPO法人あなたのいばしょ理事長）
- 田村淳（ロンドンブーツ1号2号）
- 石山アンジュ（社会活動家）
- 越直美（弁護士）
- 山田啓二（京都産業大学法学部教授）
- 柳澤秀夫（ジャーナリスト）
- 安部敏樹（リディラバ代表）
- 田中ウルヴェ京（メンタルトレーナー、元シンクロナイズドスイミング選手）
- 望月理恵（フリーアナウンサー）
- 崔真淑（エコノミスト、執筆家）
- 三浦瑠麗（政治学者）
- 森迫永依（女優）

### 解説デスク
- 月曜 - 金曜日：神崎博[注 34]○

### コーナー解説
- 田尾安志（フジテレビ・関西テレビ・ニッポン放送野球解説者）[注 35]
- 山本昌（東海テレビ・東海ラジオ・ニッポン放送野球解説者）[注 35][注 36]
- 古田敦也（テレビ朝日ゲスト野球解説者）[注 35]
- 江本孟紀（フジテレビ・ニッポン放送野球解説者）
- 織田信成（スポーツキャスター）○
- 片岡篤史（フジテレビ・関西テレビ・北海道文化放送野球解説者）[注 35][注 37]

### 過去の出演者
| 期間      | 期間      | メインキャスター | メインキャスター | サブキャスター | サブキャスター | サブキャスター |
| 期間      | 期間      | 月 - 木曜        | 金曜             | 月 - 水曜      | 木曜           | 金曜           |
| --------- | --------- | ---------------- | ---------------- | -------------- | -------------- | -------------- |
| 2017.3.27 | 2019.3.29 | 新実彰平○        | 新実彰平○        | 薄田ジュリア   | 中島めぐみ○    | 中島めぐみ○    |
| 2019.4.1  | 2020.9.25 | 新実彰平○        | 新実彰平○        | 薄田ジュリア   | 薄田ジュリア   | 竹上萌奈       |
| 2020.9.28 | 2021.3.26 | 新実彰平○        | 坂元龍斗○        | 薄田ジュリア   | 薄田ジュリア   | 竹上萌奈       |
| 2021.3.29 | 2023.3.31 | 新実彰平○        | 坂元龍斗○        | 薄田ジュリア   | 竹上萌奈       | 竹上萌奈       |

| 2017.3.27 | 2017.3.31 | 竹﨑由佳○  | 竹﨑由佳○ | 服部優陽 | 坂元龍斗○  | 坂元龍斗○  | 坂元龍斗○  |            |            |
| 2017.4.3  | 2019.3.29 | 竹上萌奈   | 竹上萌奈  | 服部優陽 | 坂元龍斗○  | 坂元龍斗○  | 坂元龍斗○  |            |            |
| 2019.4.1  | 2020.9.25 | -          | 竹上萌奈  | 服部優陽 | 坂元龍斗○  | 坂元龍斗○  | 坂元龍斗○  |            |            |
| 2020.9.28 | 2021.3.26 | -          | 竹上萌奈  | 服部優陽 | 坂元龍斗○  | 山本大貴   | 山本大貴   |            |            |
| 2021.3.29 | 2022.4.1  | -          | -         | -        | 坂元龍斗○  | 館山聖奈   | 山本大貴   |            |            |
| 2022.4.4  | 2023.3.31 | 橋本和花子 | -         | -        | 橋本和花子 | 橋本和花子 | 橋本和花子 | 橋本和花子 | 橋本和花子 |

| 期間      | 期間      | お天気キャスター | お天気キャスター | 生中継担当 |
| 期間      | 期間      | レギュラー       | 不定期           | 金曜       |
| --------- | --------- | ---------------- | ---------------- | ---------- |
| 2017年4月 | 2018年3月 | 片平敦○          | 小林正寿○        | 堀田篤○    |
| 2018年4月 | 2019年3月 | 片平敦○          | 浅田麻実         | 堀田篤○    |
| 2019年4月 | 2021年3月 | 片平敦○          | 浅田麻実         | 谷元星奈   |
| 2021年4月 | 2023年3月 | 片平敦○          | 浅田麻実         | 橋本和花子 |

コメンテーター
- 西村美智子（弁護士） 木曜日、（2017年3月30日 - 2017年8月31日）
- 宮家邦彦（キヤノングローバル戦略研究所 研究主幹） 月曜日、（2017年3月27日 - 2018年3月12日）
- ピーター（歌手、タレント）○[注 39] 火曜日、（2017年3月29日 - 2018年12月25日）

不定期コメンテーター
- 金谷かほり（演出家）（2017年4月18日、2017年5月30日）
- 白井文（元尼崎市市長、尼崎市議会議員）（2017年4月4日 - 2017年6月20日）
- 長戸雅子（産経新聞大阪本社 総合編集部長兼論説委員・前東京本社外信部部長）（2017年4月13日 - 2018年3月8日）
- 堀洋（産経新聞大阪本社 社会部部長）（2017年4月20日 - 2018年3月1日）
- 柿崎明二（出演期間中は共同通信社論説委員）○[注 40]
- 神田愛花（フリーアナウンサー）（2022年2月28日 - 2022年12月21日）
- モーリー・ロバートソン（国際ジャーナリスト、DJ）[注 41]

コーナー解説
- 三浦大輔（出演時点では野球解説者、2017年9月25日 - 2018年12月17日）

ナレーション
- 山本悠美子○（2017年3月27日 - 2017年5月中旬まで）

## タイムテーブル
2023年1月第2週以降の構成に準拠。当日の放送内容によって、下記の放送時間やコーナーの放送順が変わることがある。
EPG番組表では第1部（16:45 - 17:48）と第2部（17:48 - 19:00）で区切っている。
2020年3月30日から一時期、不定期にローカルパートを18:48頃終了とし、その後CMを挟んで18:50.30から『イット!』の18時台関東ローカルパートを臨時部分ネットすることがあった。
2022年12月19日から、Live News イット!のコーナーである「news まるっと!」（任意ネット枠）のネットをした（18:45:30 - 18:55のみ）。
2021年10月4日以降、ネットしている系列局の中で唯一通常時に『イット!』第1部や第2部のいずれかもネットしていない。また、2022年9月30日は『イット!』側で2019年4月の同番組開始時から女性メインキャスターを務めていた加藤綾子が降板し、18:58頃からのエンディングで加藤が視聴者に向け降板の挨拶を行ったが、関西テレビでは当番組の進行を優先し加藤の降板挨拶及びエンディングをネットしなかった。
| 第1部（16:45 - 17:48） | 第1部（16:45 - 17:48）                                                    | 第1部（16:45 - 17:48）                                                                                         |
| 時刻                   | 内容                                                                      | 備考 |
| ---------------------- | ------------------------------------------------------------------------- | --- |
| 16:45.00               | 第1部オープニング・国内外の最新ニュース                                   | |
| 17:15.00               | 第1部曜日別コーナー                                                       | |
| 17:35.30               | ランナーマガジン                                                          | |
| 17:40.00               | 片平さんのお天気                                                          | |
| 17:44.00               | ストレートニュース                                                        | |
| 17:47.00               | 第1部エンディング                                                         | 第2部の予告。                                                                                                  |
| 第2部（17:48 - 19:00） |                                                                           | |
| 時刻                   | 内容                                                                      | 備考 |
| 17:48.00               | FNN Live News イット!                                                     | フジテレビからFNN全国ニュースパートを同時ネット。時刻表示は、カンテレローカル枠までは通常表示になる。          |
| 18:09.30               | 第2部オープニング・関西のニュース                                         | |
| 18:14.00               | R特集、ランスポ、特命報道 ツイセキ、新実のハッケン!、兵動大樹の今昔さんぽ | |
| 18:36.00               | 片平さんのお天気図鑑                                                      | |
| 18:45:30               | Live News イット!                                                         | フジテレビから「news まるっと!」を同時ネット。時刻表示については、全国ニュースパートと同じ仕様で対応している。 |
| 18:55.00               | 関西のニュース2                                                           | 2017年9月までは本日取り上げたニュースのまとめニュースヘッドライン（フラッシュ形式）を放送していた。            |
| 18:59                  | 第2部エンディング                                                         | 翌日（金曜日には翌週月曜日）の予告。そのままステブレレスで19時の番組へ接続。                                   |

## お天気カメラ設置ポイント
※カンテレ制作の各ニュース番組でも登場。
- 大阪府
  - 阪急32番街、大阪空港、関西国際空港。
- 兵庫県
  - 三宮（ミント神戸屋上）、宝塚市、明石海峡大橋（舞子ビラ）、姫路城（山陽百貨店屋上）、城崎温泉（来日岳）。
- 京都府
  - 京都ホテル、舞鶴市。
- 奈良県
  - 近鉄奈良駅前（近鉄高天ビル屋上）。
- 和歌山県
  - 和歌山城、白浜海岸、潮岬。
- 滋賀県
  - 彦根城
- 徳島県[注 43]
  - 徳島駅前。

## 主なコーナー

### 第1部コーナー
各曜日共通
- ランナーマガジン
『ワンダー』にて放送していた「ワンダーのトビラ」の後継コーナー。エンタメ、カルチャー、トレンドなどを紹介するコーナー。なお、放送回によっては、関西テレビのイベント宣伝や番宣告知のみの場合がある。

火曜日
- なるほど!ちまたのケーザイ学
『ワンダー』にて放送していた「なっトクマネー」の後継コーナー。「世界経済の話題」から、「ヒット商品の最前線」や「知って得するお金の話」まで、暮らしにまつわる経済情報を分かりやすく解説するコーナー。

水曜日
- イマドキFILE センニュウ
世の中の“今”にこだわり、気になる現場の舞台裏や注目の人物の素顔に迫る密着型VTR企画。番組開始当初は木曜日に放送していたが、2018年3月28日から放送曜日を水曜日に移動。

- そこが聞きたい!菊地の法律ジャッジ→菊池弁護士のニュースジャッジ
『ワンダー』にて放送していた「教えて!菊地弁護士」の後継コーナー。気になるニュースの話題を法律目線で菊地弁護士が解説するコーナー。2022年4月にリニューアルし、「菊池弁護士のニュースジャッジ」に改題。

木曜日
- 木曜中継 ジュリアのイチオシ
月 - 水曜担当の薄田が関西各地を訪ね、イチオシな食べ物・人・特産品・注目スポットなどを生中継で紹介するコーナー。

金曜日
- 走れ!ギモン調査部

『ほっとKANSAI』、『アンカー』、『ワンダー』時代から継続されているコーナーで『報道ランナー』にて改題。「今話題になっているアレって何?」「よく目にするアレって何?」…など、身の回りにある「なぜ?」に堀田が体を張って調査・取材するVTRメインのコーナー。番組開始当初は第2部に放送していたが、2017年7月から放送時間を第1部に移動。

### 第2部コーナー
各曜日共通
- 片平さんのお天気図鑑

『アンカー』時代に存在した、『片平さんのお天気ナビ』を復活させた後継コーナーで、天気予報本編で季節の話題や時々視聴者からのお便りを取り上げる。
視聴者投稿はFNN（フジテレビ報道局）の「FNNビデオPost」を経由して募集を募る。
- だいすき

『アンカー』時代から継続されている、関西圏の動物園、水族園で飼育されている動物から身近な動物たちを紹介するコーナーで『報道ランナー』にてコーナー名が改題。このコーナーは2018年をもって廃止になった。
月曜日 - 水曜日
- R特集

世の中の「今」を伝える特集コーナー。2017年7月から月曜日のみ第1部に放送。
月曜日
- 週刊おしゃべりスタジアム→RUNスポ（2022年4月改題）

様々なスポーツのHOTな話題を、週替わりのスポーツコメンテーターと、新実が京大硬式野球部の経験を基に紹介するコーナー。
「おしゃスポ」の時代（2017年4月 - 2022年3月）はウメちゃんと称する天の声が、新実と共にコーナーを担当していた。番組開始当初は第1部に放送していたが、2017年7月から放送時間を第2部に移動。
2022年4月にリニューアルし、「RUNスポ」に改題。ウメちゃんに代わり橋本和花子が登場し、プロ野球などのこの1週間の関西圏のスポーツトピックスと、主にアマチュアスポーツで活躍する選手・チームを橋本が取材した模様を放送している。なお「おしゃスポ」で登場したプロ野球コメンテーターは毎週の登場ではなくなり、随時不定期での出演となった。
木曜日
- 特命報道 ツイセキ

いろんな問題や話題を関テレ記者が徹底的に追及・追求・追究をする調査報道コーナー。
- 新実のハッケン!
ニュースの核心や、事件・事故のその後などを新実が自ら取材し、「もっと知りたい」「もっと伝えたい」と思うことを伝えるコーナー。番組開始当初は第1部に放送していたが、2017年10月から放送時間を第2部に移動。

金曜日
- 兵動大樹の今昔さんぽ
『ワンダー』にて放送していた「関西今昔ウォーカー」の後継コーナー。リポーターの兵動大樹が関西の街かどの今と昔の風景を見比べながら散策するVTRコーナー。番組開始当初は第1部に放送していたが、2017年7月から放送時間を第2部に移動。

## 放送時間
| 期間      | 期間      | 放送時間（JST）        | 備考      |
| --------- | --------- | ---------------------- | --------- |
| 2017.3.27 | 2019.3.29 | 16:47 - 19:00（133分） | [ 注 45 ] |
| 2019.4.1  | 2023.3.31 | 16:45 - 19:00（135分） | [ 注 46 ] |

### 特記事項
- 重大ニュース発生の際は、近畿地方・徳島県で発生した場合は放送時間を大幅に前拡大する場合があるほか、それ以外の全国的な重大ニュースの場合は17時台を休止し、フジテレビ発の『みんなのニュース』→『プライムニュース イブニング』→『イット!』を16:50または、15:45から時間拡大ネットしていた。
- プロ野球シーズン中、阪神タイガース戦のナイター中継がある日は18:14→18:09から野球中継を実施するため実質17:53→17:48終了の短縮放送となっていた。ただし、雨天中止となった場合は通常通り19:00まで放送していた。
- オリンピック・プロ野球日本シリーズ中継などの全国的な特番が18時台前半から組まれることがはっきりしていた場合は、開始時刻を通常より約1時間繰り上げ、番組そのものが通常より約1時間前倒しされた体裁で放送していた。

## 重大ニュース・特別番組放送時などの対応
特番などによる放送の休止・内容・時間変更は以下のような措置をとることがある。
- 重大ニュースが発生した場合は、状況により、第1部の開始時刻を15:50に繰り上げる（この場合は16時台の再放送ドラマのみ休止）か、開始時刻はそのままで内容全般をニュースパートに切り替えるかのどちらかで対応する[注 47]。また、系列を問わず民放各局（及びNHK大阪）が特別編成を組むような、全国的な緊急事態が発生した場合は、16時台の再放送ドラマや『報道ランナー』第1部を休止・短縮の上、15:45 - 16:50または15:45もしくは16:50 - 18:09にフジテレビから『イット!』をネットする（16:50からネットする場合、16:45 - 16:50は『報道ランナー』第1部短縮版を放送）。また、祝日も放送されるが、スポーツ中継を含めた特番編成などによっては第1・2部の一部を休止する日もある（全国ニュースパートを含む第2部は必ず放送）。さらに、関西テレビでプロ野球・阪神タイガース戦のナイター中継がある場合は第2部を休止し（その場合でも、フジテレビからの全国ニュース『イット!』は通常通りネット。番組編成上は18:09まで本番組のまま）、18:09からプロ野球中継を放送する[注 48][注 49][注 50]の他、オリンピックやサッカー・FIFAワールドカップの期間中は、18:45からフジテレビ側での特設情報コーナーをネットするため[注 51]、第2部ローカルパートの一部コーナーが時間変更・休止となる。18:09までスポーツ中継を行う場合は18:45から全国ニュースをネットする。また、年末年始や重大ニュース時以外でも稀にスポーツ中継（阪神戦中継は除く）やフジテレビ発全国ネットの特別番組（『FNS歌謡祭』など）との兼ね合いでイレギュラーな放送形態となる場合がある[注 52]。
- これまでの関西テレビの夕方の報道番組の慣例通り、2018年の平昌オリンピックおよびFIFAワールドカップ、2021年の東京オリンピック、2022年の北京オリンピックおよびFIFAワールドカップ期間中は、東京発のフジテレビのスポーツコーナーを期間限定でネット受けしている。

### 関連番組
以下は特番などにより放送の内容・時間変更などを実施した事例を記述する。

#### 防災スペシャル
これまでの夕方の報道番組と同じく、毎年1月の放送では阪神・淡路大震災を前に16時台・17時台に防災スペシャルを放送。「報道ランナー防災SP」と題した防災特別番組として、南海トラフ巨大地震をはじめとする災害の対策を紹介していた。ただし、2021年は東日本大震災から10年となる前の3月8日に放送した。なお、新実は本番組開始前から、毎年1月17日の5:46前後に放送される阪神・淡路大震災復興関連・犠牲者追悼式典中継を行う震災特別番組『この瞬間に祈る』で進行とリポートを担当していた（2019年を除く）。
- 2018年1月4日 16:00 - 17:25「みんなのニュース 報道ランナー新年SP 必ず来る!巨大地震 新しい防災とは?」

MC：新実彰平、中島めぐみ、パネラー：兵動大樹、犬山紙子、神崎博、地震解説：福和伸夫（名古屋大学減災連携研究センター長）、取材リポーター：坂元龍斗、VTRナレーション：豊田康雄、川﨑英吏子
- 2019年1月4日 15:00 - 17:53「報道ランナー防災SP 災害列島で生きていく〜その時、電気は?お金は?」

MC：新実彰平、パネラー：兵動大樹、犬山紙子、神崎博、地震解説：福和伸夫（名古屋大学減災連携研究センター長）
この特番を放送のため、通常放送の第1部は休止。第2部は放送されたが、18:30から『超ド級!世界のありえない映像大賞5時間スペシャル』（フジテレビ制作）が放送される関係で、30分短縮し18:30までの放送となった（ローカルパートは18:14 - 18:30）。
- 2020年1月6日 15:50 - 17:53「報道ランナー防災SP その時、あなたは逃げますか〜つなげ防災情報のバトン〜」

MC：新実彰平、出演：薄田ジュリア、坂元龍斗、片平敦、神崎博
- 2021年3月8日 15:45 - 17:48「報道ランナー防災SP 揺れる災害医療 コロナ×巨大地震」

MC：新実彰平、出演：薄田ジュリア、坂元龍斗、片平敦、神崎博、柳澤秀夫（元NHK解説委員）、中山伸一（兵庫県災害医療センター長）
中山の出演は防災パートのみ。柳澤はリモートで第2部まで出演（月曜日コメンテーターの武田美保は第2部のみ出演）。
- 2022年1月10日 15:45 - 17:48「報道ランナー防災SP ぼうさいかぞく」
- 2023年1月9日 15:45 - 17:48「報道ランナー防災SP 地震との『複合災害』炎の竜巻どう逃げる?片平敦が実験」

#### 選挙特番
- 2017年10月22日 21:30 - 翌1:55「FNN選挙ランナー ニッポンの決断!2017[14]」

MC：新実彰平、コメンテーター：宮崎哲弥、萱野稔人、解説デスク：神崎博、開票キャスター：中島めぐみ、中継リポーター：堀田篤、坂元龍斗、服部優陽、薄田ジュリア
フジテレビ発の『FNN選挙特番 ニッポンの決断!2017』は、メインキャスター・宮根誠司と当時内閣総理大臣・安倍晋三のやりとりのみこの特番のコーナー扱いでネットした。なお、23:50 - 翌0:10はフジテレビから『スポーツLIFE HERO'S・短縮版』をネットしたため、一時中断。
- 2019年7月21日 19:56 - 翌1:25「Live選挙サンデー×報道ランナー」[注 53]

MC：新実彰平、出演：薄田ジュリア、坂元龍斗、吉原功兼、竹上萌奈、ゲスト：宮崎哲弥、山田啓二、神崎博ほか
冒頭10分弱や23:30以降はフジテレビ発の『Live選挙サンデー 令和の大問題追跡SP』をそのまま放送した。
- 2021年10月31日 19:58 - 23:50頃「Live選挙サンデー+報道ランナー」

メインキャスター：新実彰平、開票キャスター：薄田ジュリア、中継キャスター：坂元龍斗、コメンテーター・解説：田村淳、犬山紙子、鈴木哲夫（政治ジャーナリスト）、神崎博
フジテレビ制作の『Live選挙サンデー・第1部』の大部分を差し替える形で放送。

#### 緊急特番
- 2018年7月6日 14:50 - 16:50…同日の大雨情報に関するニュースとして「報道ランナー 大雨警戒特別番組」を急遽編成。このため、通常時ネットしている『直撃LIVE グッディ!・第2部』（フジテレビ制作）は臨時非ネットとなった。なお、この日はオウム真理教の松本智津夫ら7人の死刑執行に関するニュースや同災害関連のニュースに伴い、通常関西テレビではネットしていない『プライムニュース イブニング・第1部』（16:50 - 17:53）をFNN報道特番扱いで臨時ネットしたため、第1部は休止。また、この特番は関西テレビのホームページでも同時配信された。
- 2018年7月7日 15:00 - 15:30…当日の17:00 - 17:30に放送予定だった『もしもツアーズ』を休止し、前日に引き続き大雨関連のニュースとして「報道ランナー緊急特番 京都・兵庫に大雨特別警報」を急遽編成。このため、15:00 - 17:00に放送予定だった『ちゃちゃ入れマンデー2時間スペシャル』（再放送）が30分繰り下げとなった。
- 2018年9月4日 14:50 - 15:50…同日、近畿地方に接近・上陸した台風21号に関するニュースとして「報道ランナー 『今年最強』台風21号近畿上陸か 暴風・高潮どう警戒?片平解説」を急遽編成。このため、通常時ネットしている『直撃LIVE グッディ!・第2部』（フジテレビ制作）は臨時非ネットとなった。なお、この日はこの特番の後続の時間帯（15:50 - 16:50）にフジテレビから同台風に関するFNN報道特別番組『プライムニュース イブニング・拡大SP』をネットしたため、第1部は3分繰り下げ・短縮となった。また、この特番は関西テレビのホームページでも同時配信された。
- 2018年9月30日 13:00 - 13:59…同日、近畿地方に接近した台風24号に関するニュースとして「報道ランナーSP 台風24号最新情報」を急遽編成。また、放送日前日に容疑者が逮捕された大阪府警富田林警察署での逃走事件についても最新情報を伝えた。なお、この特番は関西テレビのホームページや、フジテレビのニュースサイト『FNNプライムオンライン』でも同時配信された。
- 2019年8月15日 15:50 - 16:45…同日、近畿地方に接近した台風10号に関するニュースとして「報道ランナー緊急特番 台風10号西日本上陸」を急遽編成し、関西テレビのホームページでも同時配信された。また、このニュースに関連し『ごきげんライフスタイル よ〜いドン!』の時間帯にも新実・片平が当番組のスタジオから出演した（該当部に限りテロップも当番組仕様のものを使用）。

#### その他の特番
- 2017年9月2日 15:55 - 17:30「報道ランナースペシャル ニュースなトラブルを解決! そこが聞きたい!法律ジャッジ」

MC：新実彰平、薄田ジュリア、パネラー：ピーター、兵動大樹、 海原やすよ・ともこ、弁護士：菊地幸夫、亀石倫子、山岸久朗
- 2018年4月17日 18:14 - 20:59「カンテレ開局60周年特別番組 報道ランナースペシャル 激動関西60年 あの衝撃ニュースの裏側」

MC：東野幸治、新実彰平、パネラー：ピーター、木村太郎、モーリー・ロバートソン、濱田マリ、ほんこん
第2部を休止（ただし、フジテレビ発の全国ニュース『プライムニュース イブニング』は通常通りネット受け）したうえで生放送。当日の第1部から、新実とピーターが続けて出演した。
2018年12月22日に15:00 - 17:30に再放送が行われた。
- 2018年9月24日 15:50 - 17:00「報道ランナースペシャル 2人のママにひまわりを〜特別養子縁組で結ばれた家族〜」

ナレーション：吉田羊
この特番を放送のため、通常放送の第1部は13分繰り下げ・短縮となった。
- 2020年11月2日
  - 1:00 - 1:59[注 54]「報道ランナーSP 大阪都構想2度目の決着」
  - 15:45 - 17:48「報道ランナー拡大SP! 橋下徹生出演!「都構想」再び反対多数…何が決め手に?徹底分析」

MC：新実彰平、出演：薄田ジュリア、神崎博、橋下徹
- 2022年11月3日（文化の日）15:45 - 17:48「報道ランナー×祝オリックス日本一!御堂筋パレードスペシャル」

オリックス・バファローズ（関西テレビの本社がある大阪市に本拠地を置くNPBパ・リーグへの加盟球団）の日本シリーズ制覇を記念した御堂筋パレード（「OSAKA光のルネサンス」のイルミネーション点灯式を兼ねたイベント）が当日の17:30頃から御堂筋の一部で予定されていたことを踏まえて、関西テレビの報道センターとスポーツ部が共同で制作した特別番組。通常編成から放送枠を拡大したうえで、「V戦士」（後述するオリックスの主力選手）と「パ・リーグ党芸人」（後述する芸人）を交えた「オリックス日本一スペシャル　V戦士とパ・リーグ党芸人の大祝勝会」（2007年から深夜帯で年に数回放送されている『パ・リーグ党芸人座談会』をベースに収録された座談会）や、御堂筋パレードの生中継を組み込んだ。
スタジオからの生放送パート
MC：新実彰平→竹上萌奈、パネラー：宮崎哲弥、犬山紙子、コメンテーター：神崎博
冒頭から新実の発声が思わしくなかったため、「オリックス日本一スペシャル」の前半を放送した直後（16:00頃）から、MCをサブキャスターの竹上に急遽交代。関西ローカルパートの第2部（18時台）では、竹上がそのままメインキャスターを代行したことに伴って、本来はニュースナレーターである豊田康雄がサブキャスター代理として出演した。
御堂筋パレードの生中継パート
リポーター：橋本和花子、服部優陽、ゲスト：糸井嘉男（元・オリックス外野手）
放送上は15:49 - 15:54に直前中継、17:18 - 17:47に御堂筋沿道（2ヶ所）からのパレード中継を編成。
「オリックス日本一スペシャル」
MC：岡田圭右（ますだおかだ、オリックスのファン）、アシスタント：舘山聖奈
「V戦士」（出演の時点ではオリックスバファローズの現役選手）：吉田正尚・杉本裕太郎、山﨑福也・山﨑颯一郎、宮城大弥・紅林弘太郎（放送上は2人1組で出演）
「パ・リーグ党芸人」：石原裕美子（チキチキジョニー、オリックスのファン代表）、ちゃらんぽらん冨好（埼玉西武ライオンズのファン代表）、かみじょうたけし（東北楽天ゴールデンイーグルスのファン代表）、森脇健児（福岡ソフトバンクホークスのファン代表）
放送上は関西ローカル向けのニュース・報道系特集をはさんだ2部構成で、前半を15:55 - 16:18、後半を16:55 - 17:17に編成。

## スポットニュース版
2018年4月2日よりスポットニュース版として『報道ランナープラス』（ほうどうランナープラス）を月・水 - 土曜日に編成（日曜を除く）。本番組では『報道ランナー』同様にニューススタジオからニュースを伝える形になりテロップ類も左上に時刻表示がない以外は共通のものを使用している。なお、天気予報は前番組同様にニュースの後にCMを挟んで別枠で編成される。
なお、プロ野球中継実施時は球場から試合の模様を中継する場合があった。2020年からは『報道ランナープラス』を休止にして、その分をプロ野球中継に充てる場合もある。
当番組は報道ランナーとは違い、報道ランナーを放送しない土曜日にも放送している。
2023年3月31日をもって、報道ランナーが終了したため、2023年4月1日をもって終了している。
後継番組は『newsランナープラス』。

### キャスター
- 石田一洋（月）
- 林弘典（水）
- 服部優陽（木）
- 関純子・若田部克彦（隔週交代）（金）
- 堀田篤（土）

### 放送時間
- 月曜日・水曜日 - 土曜日 20:54 - 21:00

備考
- 火曜日は20:59 - 21:00に『報道ランナー天気予報』のタイトルで天気予報のみ放送。自社制作番組『やすとも・友近のキメツケ!※あくまで個人の感想です』（20:00 - 20:59）放送に伴う措置である。
- 月曜日・水曜日・木曜日はレギュラー番組の放送時間拡大等により21時台に放送することがあった。
- 通常時はフジテレビ制作である20時枠と21時枠が休止となり、2時間単発枠（旧：『金曜プレミアム』枠）が臨時に関西テレビ制作となる日（『さんまのまんまSP』放送日）には、同枠を臨時にフルネットで放送することから休止[注 56]。

## FNN Live News イット!（週末の夕方について）
- 週末の夕方ニュースは番組表に「FNN Live News イット!」（新聞ラテ欄では「[N]イット!」）と表記されており、当該番組とは一切関係をもっていない（『報道ランナー』のニューススタジオと共用、ローカルニュースと天気予報を伝える）。

キャスター
- 竹上萌奈（土曜）
- 杉本なつみ（日曜） - 『FNN Live News days』内の関西ローカルニュースを兼務。

タイムテーブル
| 『FNN みんなのニュース Weekend』 ↓ 『FNNプライムニュース イブニング』 ↓ 『FNN Live News イット!』 | 『FNN みんなのニュース Weekend』 ↓ 『FNNプライムニュース イブニング』 ↓ 『FNN Live News イット!』 | 『FNN みんなのニュース Weekend』 ↓ 『FNNプライムニュース イブニング』 ↓ 『FNN Live News イット!』                                          |
| 時刻                                                                                              | 内容                                                                                              | 備考 |
| ------------------------------------------------------------------------------------------------- | ------------------------------------------------------------------------------------------------- | --- |
| 17:30.00                                                                                          | 全国ニュース                                                                                      | 全国ニュースパート。 |
|                                                                                                   | イット!スポーツ                                                                                   | 全国のスポーツニュース。 |
|                                                                                                   | フラッシュニュース                                                                                | |
| 17:48.40                                                                                          | ローカルニュース                                                                                  | 関西ローカルパート。全国ニュースで放送された関西エリアのニュースも、重大であれば再度放送することがある。テロップ等はフジテレビと同じもの。 |
| 17:53.00                                                                                          | 天気予報                                                                                          | 異常気象時は気象予報士が出演する場合がある。                                                                                               |
|                                                                                                   | エンディング                                                                                      | |
|                                                                                                   | ENDクレジット                                                                                     | エンディングテーマ曲はフジテレビと同じものを使用。                                                                                         |